# Partido Socialista Proletario de Brasil
El Partido Socialista Proletário de Brasil fue un partido reformista creado en agosto de 1934 y extinto con el Estado Novo.

## Historia
El 4 de agosto de 1934, durante los trabajos de la Asamblea Constituyente, algunos de los llamados deputados classistas (representantes de diversas categorías profesionales organizadas), crearon el Partido Socialista Proletário de Brasil (PSPB), cuyo órgano propagandístico fue el periódico Trabalho. Tuvo un importante papel en las tentativas de formación de coaliciones electorales y sindicales en este segundo semestre de 1934.
Dos días después, el 6 de agosto, el diario A Platea publicó la propuesta del recién creado Partido Socialista Proletario de Brasil (PSPB), hecha a la LCI, al PSB, al Partido Laboralista de Brasil (PTB) y al PCB, para formar un “Frente Único Proletario” en el Distrito Federal y en el Estado de Río de Janeiro. A finales de mes, el día 28 de agosto, el diario A Platea publicó el programa de la Coalición de Izquierdas, formada a su vez por la Coligação dos Sindicatos Proletários, la LCI y el Partido Socialista para concurrir a las elecciones en São Paulo.
En su manifiesto-programa, el PSPB afirmaba que aunque el mundo atraviese una fase histórica más que madura para el socialismo, pues el capitalismo se pudre en sus propios cimientos, no podemos decir que la tarea inmediata que tenemos que realizar en nuestro país sea la conquista del poder por el proletariado. (...) Lo que se hace preciso (...), en el momento, es la organización sindical y política del proletariado, la conquista y la defensa de las libertades democráticas denegadas o amenazadas por la reacción burguesa y la lucha por las reivindicaciones mínimas y vitales de las masas trabajadoras en todo el país.
En los discursos el PSPB argumentaba que podría ser capaz de superar la desorganización del proletariado y de unificarlo en las luchas. Pero su actuación se volvió más para la Asamblea Constituyente discutiendo la materia a ser votada en la Constituyente, presentación de enmiendas, sugerencias, debates en la Plenaria. Con el fin de la Constituyente el partido prácticamente deja de existir, siendo definitivamente cerrado con el Estado Novo.
Los principales dirigentes eran el periodista Plínio Gomes de Mello, el diseñador gráfico de Paraíba Vasco de Toledo, el metalúrgico de Paraná Waldemar Rikdal, João Vitaca, Sabbatino José Casini, Euclides Vieira Sampaio, Orlando Ramos, Carlos Nogueira Branco y Almerinda Farías Gama.